# 瑟丁
瑟丁是奥地利施蒂利亚州沃茨伯格县的一个市镇。总面积9.1平方公里，总人口2085人，人口密度229.1人/平方公里（2005年）。